# Dan Breitman
Dan Breitman (Buenos Aires, 14 de octubre de 1982) es un actor, humorista, bailarín y cantante argentino.

## Biografía
Creció en el barrio porteño de Caballito. Hijo de padres músicos de origen judío, Dan Breitman estudió en el Conservatorio López Buchardo, en la Escuela de Hugo Midón y en la escuela de comedia musical de Julio Bocca y Ricky Pashkus donde se perfeccionó en el arte escénico. Hizo carrera en boliches donde hacía shows de transformismo.

## Carrera
Se inició en teatro, principalmente en el stand up. Trabajó en tiras televisivas con roles secundarios como Guapas y Solamente vos. En radio colaboró con el programa Metro y Medio, ciclo que se emitió por Metro 95.1 con la conducción de Sebastian Wainraich y Julieta Pink. En 2014 ganó el Premio Martín Fierro Revelación por su personificación del azafato Ignacio Lynch en la telenovela Guapas. En 2015 participa del programa Tu cara me suena (Argentina) donde tiene que imitar a artistas nacionales e internacionales y luego ser evaluado por un jurado. En este mismo año es nominado a los Premios Tato por su rol humorístico en dicho programa.

## Ficciones
| Año       | Título                     | Personaje            | Canal                         | Notas                  |
| --------- | -------------------------- | -------------------- | ----------------------------- | ---------------------- |
| 1999      | Gasoleros                  | Juan Manuel          | El Trece                      |                        |
| 2013      | Solamente vos              | Sam Noriega          | El Trece                      | Participación especial |
| 2014-2015 | Guapas                     | Ignacio Lynch        | El Trece                      | Elenco Principal       |
| 2015      | Milagros en campaña        | Osky                 | El Nueve                      | Personaje recurrente   |
| 2016      | Educando a Nina            | Fabiana              | Telefe                        | Participación especial |
| 2017      | Fanny, la fan              | Ignacio de Leonardis | Telefe                        | Elenco Principal       |
| 2018      | Cien días para enamorarse  | Guido                | Telefe                        | Participación especial |
| 2019      | El Host: amor sin reservas |                      | El Trece / Fox Premium Series | Participación          |

## Programas de televisión
| Año       | Título                             | Canal      | Notas                                     |
| --------- | ---------------------------------- | ---------- | ----------------------------------------- |
| 2015      | Tu cara me suena 3                 | Telefe     | 7.º clasificado                           |
| 2016      | Está cantado                       | El Nueve   | Conductor de reemplazo temporal           |
| 2017      | Todas las tardes                   | El Nueve   | Panelista                                 |
| 2019      | Showmatch: Súper Bailando          | eltrece    | Abandonó voluntariamente                  |
| 2020      | Santo sábado                       | América TV | Invitado especial                         |
| 2020-2021 | Cantando 2020                      | eltrece    | 24.º eliminado                            |
| 2022      | La pu*@ ama                        | América TV | Humorista                                 |
| 2023      | Pasaplatos Famosos 2               | eltrece    | 2.º eliminado                             |
| 2023      | Showmatch: Bailando Argentina 2023 | América TV | Invitado especial junto con Lali González |

## Teatro
| Año       | Título                     | Teatro                        | Notas                      |
| --------- | -------------------------- | ----------------------------- | -------------------------- |
| 2014-2015 | Ciclotimia musical         | Velma Café, Palermo Hollywood |                            |
| 2015-2016 | Cómico Stand Up 4 y 5      |                               | reemplaza a Diego Reinhold |
| 2016-2017 | Tiempo                     |                               |                            |
| 2017-2018 | El impostor                |                               |                            |
| 2018-2019 | Ella                       |                               |                            |
| 2018      | Mina che cosa sei          |                               |                            |
| 2018      | Zooilogico                 |                               |                            |
| 2018-2019 | Cantando con Adriana       |                               |                            |
| 2019-2020 | Desconcierto de musicales  |                               |                            |
| 2019-2020 | Chagall                    |                               |                            |
| 2018-2019 | La jaula de las locas      |                               |                            |
| 2020      | El impostor                |                               |                            |
| 2020      | Telemaipo                  |                               |                            |
| 2020-2021 | Docente de comedia musical | Centro Cultural               |                            |
| 2020-2021 | Boomerang                  |                               |                            |
| 2021-2022 | ¡Todo a la basura!         |                               |                            |
| 2022-     | Crucero Gualeguaychu       |                               |                            |

## Premios y nominaciones
| Año  | Premio                | Categoría         | Programa           | Resultado |
| ---- | --------------------- | ----------------- | ------------------ | --------- |
| 2014 | Premios Martín Fierro | Revelación        | Guapas             | Ganador   |
| 2015 | Premios Tato          | Labor humorística | Tu cara me suena 3 | Nominado  |